# Trial de Sant Llorenç 1975
L'edició de 1975 del Trial de Sant Llorenç fou la 9a d'aquesta prova, organitzada pel Motor Club Terrassa. El trial era la tercera prova del Campionat del Món d'aquell any i tingué lloc el 2 de març pels voltants de Sant Llorenç del Munt, amb sortida a Matadepera, Vallès Occidental. Hi participaren 100 pilots, els quals hagueren de superar 25 zones repartides al llarg d'un recorregut que calia completar 2 vegades.
En aquella ocasió, coincidint amb el fet que l'antic Campionat d'Europa de Trial havia esdevingut Mundial per primer any, la inscripció es limità a 100 pilots, 62 dels quals estrangers. La prova es desenvolupà sota unes dures condicions climatològiques (amb força fred, pluja i boira), però tot i així comptà amb nombrosa assistència d'espectadors, com era habitual en aquesta competició.

## Classificació
| Posició | Pilot            | Motocicleta | Punts |
| ------- | ---------------- | ----------- | ----- |
| 1       | Martin Lampkin   | Bultaco     | 71    |
| 2       | Yrjö Vesterinen  | Bultaco     | 84,8  |
| 3       | Malcolm Rathmell | Montesa     | 107   |
| 4       | Mick Andrews     | Yamaha      | 107,4 |
| 5       | Charles Coutard  | Bultaco     | 112,5 |
| 6       | Rob Shepherd     | Montesa     | 113   |
| 7       | Rob Edwards      | Montesa     | 126,6 |
| 8       | Benny Sellman    | Montesa     | 129,5 |
| 9       | Xavier Cucurella | Bultaco     | 131,5 |
| 10      | David Thorpe     | Bultaco     | 134,1 |